# Полум'я гніву
«Полум'я гніву» — радянський чорно-білий історичний художній фільм 1956 року режисера Тимофія Левчука за мотивами драми Любомира Дмитерка «Навіки разом».

## Сюжет
Друга половина XVII століття, після смерті гетьмана Богдана Хмельницького в Чигирині готується змова, очолювана писарем Іваном Виговським, якого зброєю і грошима підтримують поляки з литовцями і татарський хан Кара-Бей. Народ не підтримує домагань Виговського на гетьманську булаву. Полтавський полковник Мартин Пушкар, вірний друг Хмельницького, зібравши військо запорожців для війни з Виговським і його польськими союзниками, піднімає повстання. На допомогу козакам приходять російські загони царського стольника Апухтіна, громлячи війська зрадника.
Цей псевдоісторичний фільм є частиною москвофільської пропаганди більшовиків.

## У ролях
- Микита Ільченко —  Мартин Пушкар
- Наталія Ужвій —  Ганна Золотаренко, дружина гетьмана Богдана Хмельницького
- Володимир Ігнатенко —  Сірко
- Олександр Романенко —  кобзар Максим
- Микола Москаленко —  Кирик
- Віра Донська —  Орися
- Михайло Романов —  Апухтін
- А. Тарська —  Соха
- В. Каменецький —  Жбурляй
- Микола Яковченко —  Хрін
- Степан Шкурат —  Джура
- Федір Іщенко —  Завірюха
- Павло Грубник —  Юрась
- Михайло Задніпровський —  Іван Виговський
- Федір Радчук —  Лісницький
- Л. Мілютенко —  Груша
- Олександр Вертинський —  пан Беньовський
- І. Волков —  чернець Данило
- Валентин Дуклер —  Немирич
- Паладій Білокінь —  Бугай
- Олександр Подорожний —  Смик
- Георгій Бабенко —  Кара-Бей
- Анна Босенко —  Стефа
- Іван Бондар —  козак

## Знімальна група
- Режисер — Тимофій Левчук
- Сценарист — Любомир Дмитерко
- Оператор — Микола Кульчицький
- Композитор — Борис Лятошинський
- Художник — Олексій Бобровников